# Brian Anderson
Brian David Outram Anderson AC (15 de janeiro de 1941) é professor da Research School of Information Sciences and Engineering na Universidade Nacional da Austrália.
Foi eleito membro da Royal Society em 1989.

## Prêmios e honrarias
- 1992 – Medalha e Palestra Matthew Flinders [1]
- 1993 – Officer of the Order of Australia[2]
- 1997 – Prêmio Sistemas de Controle IEEE[3]
- 2001 – Medalha James H. Mulligan Jr. IEEE de Educação
- 2001 – Centenary Medal (Austrália)[4]
- 2007 – Ordem do Sol Nascente (Japão)[5]
- 2016 – Ordem da Austrália[6]